# 双対束
数学において、ベクトル束 π: E → X の双対束 (dual bundle) はファイバーが E のファイバーの双対空間であるようなベクトル束 π*: E* → X である。双対束は構造群の双対表現をとることによって associated bundle construction を使うことによって構成することができる。
具体的には、変換関数が tij の E の局所自明化が与えられると、E* の局所自明化は X のと同じ開被覆によって変換関数は tij* = (tijT)−1（転置の逆）で与えられる。すると双対束 E* は fiber bundle construction theorem を使って構成される。
例えば、可微分多様体の接束の双対は余接束である。
底空間 X がパラコンパクトかつハウスドルフであれば、実の有限ランクのベクトル束 E とその双対 E* はベクトル束として同型である。しかしながら、ベクトル空間と全く同じように、E に内積が与えられていない限り同型の自然な選択は存在しない。これは複素ベクトル束の場合には正しくない、例えばリーマン球面上の普遍直線束 (tautological line bundle) はその双対と同型でない。